# Brian Deegan
Brian Deegan (Omaha, 9 maggio 1975) è un pilota di rally e stuntman statunitense, vincitore degli X Games nelle categorie supercross, motocross, Freestyle Motocross e rally.
Deegan è stato fondatore del team Metal Mulisha